# Lockheed Constellation
A Lockheed Constellation a Lockheed Corporation által kifejlesztett négymotoros, alsószárnyas, túlnyomásos törzzsel ellátott utas- és teherszállító repülőgép. A Constellation az 1950-es évek egyik leghíresebb repülőgépe. A típusból – beleértve a Super Constellationt is – 856 darabot építettek 1943–1958 között. Polgári és katonai célokra egyaránt használták. A USAF részére C–69 és C–121 típusjelzéssel gyártották.

## Története
A Constellation kifejlesztése a második világháború előtt kezdődött. Ekkor Howard Hughes, a TWA akkori tulajdonosa és elnöke új négymotoros, nagy befogadóképességű utasszállító repülőgépet rendelt a Lockheedtől. Később az American Airlines is igényt tartott a típusra, ezért elkezdhették a fejlesztést. A második világháború alatt a polgári légiközlekedésnek nem volt szüksége a típusra, a légierőnek azonban annál inkább, ezért a US Army Air Force 22 katonai teherszállító gépet rendelt. Ennek az altípusnak a C–69 típusjelzést adták. A Constellation első repülését 1943. január 9-én hajtotta végre. A légierő már ebben az évben hadrendbe állította a típust, és a polgári üzemeltetésre sem kellett sokat várni, a TWA 1945 novemberében megvásárolta az első L–049-est, és a következő év februárjában forgalomba állította az American Airlinessel együtt. Utóbbi annak az évnek februárjában transzkontinentális járatot indított Párizs felé. Az L–049-es méreteiben megegyezett a C–69-essel. A típus alkalmassági bizonyítványát 1945 decemberében állították ki. A Constellation számtalan típusváltozatot megélt, főként a Douglas DC–6-tal és a Boeing 377 Stratocruiserrel lefolytatott konkurenciaharc okán. Emellett a légitársaságok igényei is folyamatosan növekedtek. A típus kedvelt volt, a már szinte legendává vált „Connie” becenevet is a pilóták ragasztották rá. Dwight D. Eisenhower elnök különgépe is egy Constellation volt. A típust a nagy légitársaságok többsége üzemeltette. A Connie nagy előrelépést jelentett, mert a kabinja túlnyomásos volt, és a gép képes volt az Atlanti-óceán északi részének az átrepülésére mindkét irányban. Ez azért volt fontos, mert egyes repülőgépek – pl. a Douglas DC–7B – nem voltak képesek teljes terheléssel átrepülni az óceánt nyugati irányban. Ennek oka az uralkodó nyugatias széljárás volt. A Constellationök legtöbb altípusán a Boeing B–29-es bombázón is használt Wright R–3350 18 hengeres csillagmotorokat alkalmazták. Ezeket egyre erősebb változatokban gyártották, az adott gép igényeinek megfelelően. A Constellationök jellegzetessége a három részből álló osztott függőleges vezérsík. Ez azért volt előnyös, mert így a repülőgépeket alacsonyabb belmagasságú hangárokban is lehetett tárolni.

## Super Constellation
A TWA megrendelésére a Lockheed egy új típust mutatott be, a Super Constellationt. Ezen számos módosítás mellett a törzset jelentős mértékben meghosszabbították, így az L–1049 alkalmassá vált 71–95 utas szállítására. Az L–1049 volt az első Super Constellation. Első repülését 1950. október 13-án hajtotta végre. A TWA 1951 végén állította forgalomba. A Super Connie legfőbb vetélytársa a Douglas DC–7 volt. Az utolsó Super Constellation modell az L–1649 Starliner volt. Ez az altípus szállíthatta a legtöbb utast, és ennek volt a legnagyobb a hatótávolsága. A jetkorszak beköszöntével a nagy dugattyús motoros idők véget értek. A Constellationöket és versenytársait a kisebb légitársaságok vásárolták meg, helyüket pedig átvették a sugárhajtású gépek. 1967-ben vonták ki az utolsó gépet az utasforgalomból, a légierőnél pedig 1982-ben történt meg a végső kiselejtezés.

## Típusváltozatok

### Polgári változatok
- L–049 – Az első polgári változat, 66 db épült belőle.
- L–649 – Az L–049 továbbfejlesztése. Első repülésére 1946 októberében került sor. Az Eastern Airlines 14 db-ot rendelt belőle.
- L–749 – Nagyobb üzemanyagtartályokkal gyártott altípus.
- L–749A – Megerősített futóművekkel és szárnyakkal, valamint nagyobb hasznos terheléssel kifejlesztett alváltozat. A South African Airways állította forgalomba először 1950-ben. Az L–749-ből és az L–749A-ból összesen 120 db készült.

### Super Constellationök
- L–1049 – Az első Super Constellation. Hosszabb törzsű változat, erősebb motorokat kapott. Első üzemeltetője a TWA volt. 1951 végén állt forgalomba. Több alváltozata volt: L–1049C, G, H. Az L–1049G és H ismertetőjegye a szárnyvégeken látható csepp alakú üzemanyagtartály.
- L–1649A Starliner – Az utolsó polgári változat. Az L–1049G törzsével, de nagyobb szárnyakkal készült. 44 db-ot gyártottak belőle.

### Katonai változatok
- C–69 – Az L–049 katonai változata, 22 darab épült belőle.
- C–121A – A polgári L–749A katonai változata.
- C–121C – Az L–1049 megfelelője. Ennek több altípusa volt. Többek között felderítő, korai figyelmeztető, katonai teherszállító feladatokat láttak el. A US Air Force, a US Navy és a US Army is alkalmazta őket. Ezek még a vietnámi háborúban is szolgáltak, ahol rádió-távmérési feladatokat láttak el.

## Műszaki adatok (L–1049)
- Fesztávolság: 38,47 m
- Hossz: 35,42 m
- Magasság: 7,54 m
- Szárnyfelület: 153,7 m²
- Üres tömeg: 36 150 kg
- Hasznos terhelés: 29 620 kg
- Maximális felszálló tömeg: 62 370 kg
- Motorok: 4 db Wright R–3350–DA3 Turbo Compound 2424 kW (3250 LE) teljesítményű, 18 hengeres, kétkoszorús csillagmotor.
- Személyzet: 5 fő
- Utasférőhely: leggyakrabban 62–95 fő (max. 109 fő)
- Legnagyobb sebesség: 607 km/h
- Utazósebesség: 547 km/h (6890 m-en)
- Átesési sebesség: 160 km/h
- Hatótávolság: 8700 km
- Utazómagasság: 7620 m
- Emelkedőképesség: 8,23 m/s
- A szárny felületi terhelése: 428 kg/m²